# Tiempo de amar
Tiempo de amar es una telenovela mexicana producida por Silvia Pinal para Televisa en 1987, protagonizada por Lupita D'Alessio y Fernando Allende.

## Sinopsis
Esta es la historia de Carolina que se enamora de Luis Alberto y son felices durante algún tiempo, pero ella tiene una enfermedad incurable que poco a poco la lleva a la muerte, dejando atrás a un niño.

## Elenco
- Lupita D'Alessio - Carolina Monteverde
- Fernando Allende - Luis Alberto Carrasco
- Kitty de Hoyos - Bárbara Ornelas
- Claudio Obregón - Rafael Monteverde
- Ernesto Laguardia - Héctor
- Alejandra Ávalos - Marcela
- Adriana Roel - Mercedes Monteverde
- Dolores Beristáin - Lola
- Alejandra Guzmán - Celia
- Alfonso Iturralde - Carlos
- Héctor Gómez - Dr. Adolfo Klauz
- Eugenia Avendaño - Esperanza
- Dina de Marco - Margot
- Adriana Parra - Yolanda
- Chela Nájera - Nadia Levison
- Marcela López Rey - Sonia
- Manuel Guizar - Canales
- Álvaro Cerviño - Damián
- Emoé de la Parra - Inés
- María Prado - Violeta